# Jakub Lewicki (piłkarz)
Jakub Lewicki (ur. 17 września 2005 w Białymstoku) – polski piłkarz, występujący na pozycji pomocnika w polskim klubie Piast Gliwice oraz w reprezentacji Polski U-19.
W sezonie 2023/2024 wraz z Jagiellonią Białystok zdobył mistrzostwo Polski.

## Sukcesy
Jagiellonia Białystok
- Mistrzostwo Polski: 
  -  2023/24

## Statystyka
(aktualne na dzień 26 marca 2025)
| Klub                     | Sezon              | Liga               | Liga | Liga | Puchar kraju | Puchar kraju | Europa | Europa | Suma | Suma |
| Klub                     | Sezon              | Liga               | M.   | Br.  | M.           | Br.          | M.     | Br.    | M.   | Br.  |
| ------------------------ | ------------------ | ------------------ | ---- | ---- | ------------ | ------------ | ------ | ------ | ---- | ---- |
| Jagiellonia II Białystok | 2022/23            | III Liga           | 5    | 1    | –            | –            | –      | –      | 5    | 1    |
| Jagiellonia II Białystok | 2023/24            | III Liga           | 9    | 1    | –            | –            | –      | –      | 9    | 1    |
| Jagiellonia II Białystok | 2024/25            | III Liga           | 6    | 2    | –            | –            | –      | –      | 6    | 2    |
| Jagiellonia II Białystok | Ogólnie            | Ogólnie            | 20   | 4    | 0            | 0            | 0      | 0      | 20   | 4    |
| Jagiellonia Białystok    | 2022/23            | Ekstraklasa        | 19   | 1    | 2            | 0            | –      | –      | 21   | 1    |
| Jagiellonia Białystok    | 2023/24            | Ekstraklasa        | 20   | 2    | 2            | 0            | –      | –      | 22   | 2    |
| Jagiellonia Białystok    | 2024/25            | Ekstraklasa        | –    | –    | –            | –            | 1      | 0      | 1    | 0    |
| Jagiellonia Białystok    | Ogólnie            | Ogólnie            | 39   | 3    | 4            | 0            | 1      | 0      | 44   | 3    |
| Piast Gliwice            | 2024/25            | Ekstraklasa        | 6    | 0    | 3            | 0            | –      | –      | 9    | 0    |
| Ogólnie w karierze       | Ogólnie w karierze | Ogólnie w karierze | 65   | 7    | 7            | 0            | 1      | 0      | 73   | 7    |